# Pseudogampsocera scutellata
Pseudogampsocera scutellata är en tvåvingeart som först beskrevs av Lamb 1912.  Pseudogampsocera scutellata ingår i släktet Pseudogampsocera och familjen fritflugor. Inga underarter finns listade i Catalogue of Life.